# 尹俊 (政治人物)

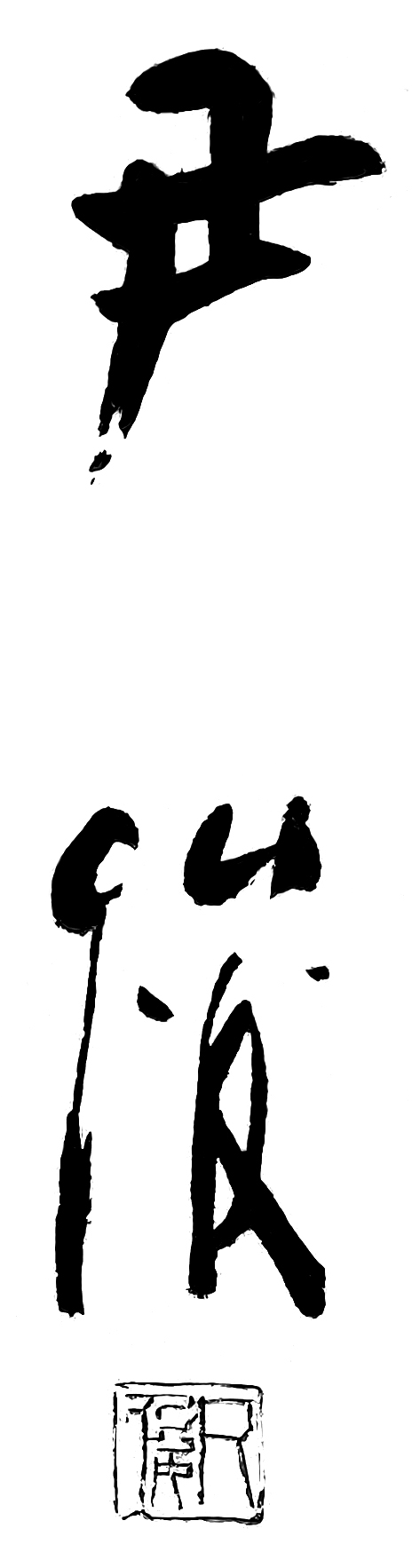
尹俊签名

尹俊（1932年9月—2011年11月26日），云南洱源人，白族，中华人民共和国政治人物。

## 生平
1949年4月，参加当地游击队，同年7月加入中国共产党。早年担任中共云龙县委副书记、书记、县革委会主任，下关市委书记、市革委会主任，大理州革委会主任、州长，州委书记。1985年7月，升任中共云南政法委员会书记。1989年2月，升任中共云南省委副书记。1993年5月，改任云南省人大常委会主任。1998年连任。2004年7月离休。2011年11月26日在昆明逝世。